# Serie A1 i volleyboll 2018–2019
Serie A1 2018-2019 utspelade sig mellan 28 oktober 2018 och 6 maj 2019 i Italien. I turneringen deltog 13 lag. Imoco Volley vann för tredje gången (andra i rad).

## Regelverk

### Format
Tävlingen genomfördes med seriespel ("regular season") följt av cupspel.
- I seriespelet mötte alla lag alla andra lag både hemma och borta.
- De åtta främsta i seriespelet gick vidare till cupspelet. Kvartsfinalerna spelades i bäst av tre matcher, medan semifinalerna och finalen spelades i bäst av fem matcher.
- Det sista laget flyttades ner till Serie A2 (eller det näst sista om förbundslaget Club Italia kom sist)[3].

### Rankningskriterier
Om slutresultatet blev 3-0 eller 3-1 tilldelades 3 poäng till det vinnande laget och 0 till det förlorande laget, om slutresultatet blev 3-2 tilldelades 2 poäng till det vinnande laget och 1 till det förlorande laget. 
Rankningsordningen definierades utifrån:
- Poäng
- Antal vunna matcher
- Kvot vunna / förlorade set
- Kvot vunna / förlorade poäng.

## Deltagande lag
I mästerskapet deltog tretton lag. Uppflyttade från Serie A2 var Volley Millenium Brescia (som vann seriespelet) och Chieri '76 Volleyball (som vann uppflyttningsslutspelet), medan förbundslaget Club Italia fick delta efter beslut från Federazione Italiana Pallavolo. Två lag sålde sina spellicenser. River Volley sålde sin till Cuneo Granda Volley och Volley Pesaro sin till Polisportiva Filottrano Pallavolo.
| Klubb                                        | Stad                        | Hemmaplan              | Föregående säsong                                   |
| -------------------------------------------- | --------------------------- | ---------------------- | --------------------------------------------------- |
| AGIL Volley                                  | Novara                      | PalaTerdoppio          | 1:a i Serie A1; finalist i slutspelet               |
| Volley Bergamo                               | Bergamo                     | Palazzetto dello sport | 10:a i Serie A1                                     |
| Volleyball Casalmaggiore                     | Casalmaggiore               | PalaRadi               | 9:a i Serie A1                                      |
| Chieri '76 Volleyball                        | Chieri                      | PalaMaddalene          | 5:a i Serie A2; vinnare i uppflyttningsslutspelet   |
| Club Italia                                  | Rom                         | Centro Pavesi          | 9:a i Serie A2                                      |
| Cuneo Granda Volley                          | Cuneo                       | PalaCastagnaretta      | 2:a i Serie A2; semifinal i uppflyttningsslutspelet |
| Polisportiva Filottrano Pallavolo            | Filottrano                  | PalaBaldinelli         | 11:a i Serie A1                                     |
| Imoco Volley                                 | Conegliano                  | PalaVerde              | 3:a i Serie A1; italiensk mästare                   |
| Volley Millenium Brescia                     | Brescia                     | PalaGeorge             | 1:a i Serie A2                                      |
| Unione Sportiva Pro Victoria Pallavolo Monza | Monza                       | Palazzetto dello Sport | 5:a i Serie A1; kvartsfinal i slutspelet            |
| Azzurra Volley San Casciano                  | San Casciano in Val di Pesa | Nelson Mandela Forum   | 8:a i Serie A1; kvartsfinal i slutspelet            |
| Pallavolo Scandicci Savino Del Bene          | Scandicci                   | Palazzetto dello Sport | 2:a i Serie A1; semifinal i slutspelet              |
| UYBA Volley                                  | Busto Arsizio               | PalaPiantanida         | 4:a i Serie A1; semifinal i slutspelet              |

## Turneringen

### Regular season

#### Resultat
| Första omgången                   |                                  |     |                            |
|                                   |                                  |     |                            |
| Lag som inte spelar: Cuneo Granda |                                  |     |                            |
| 28-10                             | AGIL - Millenium Brescia         | 3-0 | 25-11, 25-22, 25-12        |
| 27-10                             | Imoco - Casalmaggiore            | 3-0 | 25-12, 25-22, 25-14        |
| 28-10                             | Pro Victoria Monza - Club Italia | 3-0 | 25-21, 25-15, 25-18        |
| 28-10                             | San Casciano - Chieri '76        | 3-0 | 25-23, 27-25, 25-20        |
| 28-10                             | Bergamo - UYBA                   | 0-3 | 24-26, 15-25, 20-25        |
| 28-10                             | Filottrano - Savino Del Bene     | 1-3 | 25-23, 23-25, 22-25, 23-25 |

| Tvåa giornata              |                                  |     |                            |
|                            |                                  |     |                            |
| Lag som inte spelar: Imoco |                                  |     |                            |
| 01-11                      | Savino Del Bene-AGIL             | 0-3 | 19-25, 18-25, 19-25        |
| 01-11                      | UYBA - Pro Victoria Monza        | 3-1 | 23-25, 25-21, 25-22, 25-16 |
| 01-11                      | Casalmaggiore - Bergamo          | 3-0 | 25-19, 25-21, 25-23        |
| 01-11                      | Millenium Brescia - San Casciano | 3-1 | 26-24, 19-25, 25-14, 25-21 |
| 01-11                      | Chieri ‘76 - Cuneo Granda        | 1-3 | 34-36, 20-25, 25-11, 17-25 |
| 01-11                      | Club Italia - Filottrano         | 1-3 | 18-25, 13-25, 26-24, 17-25 |

| Tredje omgången                 |                                 |     |                            |
|                                 |                                 |     |                            |
| Lag som inte spelar: Filottrano |                                 |     |                            |
| 04-11                           | AGIL - Bergamo                  | 3-0 | 25-12, 25-15, 25-15        |
| 03-11                           | Pro Victoria Monza - Imoco      | 0-3 | 25-27, 19-25, 19-25        |
| 04-11                           | San Casciano - Casalmaggiore    | 1-3 | 25-19, 19-25, 15-25, 21-25 |
| 04-11                           | Chieri ‘76 - Savino Del Bene    | 0-3 | 17-25, 16-25, 19-25        |
| 04-11                           | Cuneo Granda - UYBA             | 0-3 | 18-25, 15-25, 19-25        |
| 04-11                           | Club Italia - Millenium Brescia | 1-3 | 16-25, 25-23, 18-25, 10-25 |

| Fjärde omgången           |                                 |     |                            |
|                           |                                 |     |                            |
| Lag som inte spelar: UYBA |                                 |     |                            |
| 11-11                     | Savino Del Bene-Club Italia     | 3-0 | 25-19, 25-12, 25-21        |
| 28-11                     | Imoco - AGIL                    | 1-3 | 17-25, 25-15, 21-25, 22-25 |
| 11-11                     | Filottrano - Millenium Brescia  | 1-3 | 22-25, 25-23, 23-25, 19-25 |
| 11-11                     | Pro Victoria Monza - Chieri '76 | 3-0 | 25-19, 25-17, 25-21        |
| 11-11                     | Casalmaggiore - Cuneo Granda    | 3-1 | 25-18, 17-25, 25-16, 25-18 |
| 11-11                     | Bergamo - San Casciano          | 1-3 | 26-24, 11-25, 19-25, 23-25 |

| Femte omgången                       |                                   |     |                                   |
|                                      |                                   |     |                                   |
| Lag som inte spelar: Savino Del Bene |                                   |     |                                   |
| 14-11                                | AGIL - Club Italia                | 3-2 | 21-25, 22-25, 25-19, 25-10, 15-6  |
| 14-11                                | San Casciano - Pro Victoria Monza | 3-2 | 20-25, 24-26, 32-30, 25-15, 15-12 |
| 14-11                                | Casalmaggiore - Filottrano        | 3-0 | 25-21, 25-19, 25-22               |
| 14-11                                | Imoco - Bergamo                   | 3-0 | 25-14, 25-16, 25-20               |
| 14-11                                | Millenium Brescia - Cuneo Granda  | 2-3 | 25-15, 25-27, 22-25, 25-18, 12-15 |
| 15-11                                | Chieri ‘76 - UYBA                 | 0-3 | 20-25, 12-25, 19-25               |

| Sjätte omgången                  |                                   |     |                                  |
|                                  |                                   |     |                                  |
| Lag som inte spelar: Club Italia |                                   |     |                                  |
| 18-11                            | AGIL - Filottrano                 | 3-1 | 25-21, 19-25, 25-18, 25-21       |
| 18-11                            | Savino Del Bene - Casalmaggiore   | 3-0 | 25-17, 25-21, 25-23              |
| 18-11                            | Chieri ‘76 - Imoco                | 0-3 | 24-26, 24-26, 23-25              |
| 19-11                            | UYBA - San Casciano               | 3-2 | 17-25, 16-25, 25-18, 25-20, 15-9 |
| 18-11                            | Millenium Brescia - Bergamo       | 1-3 | 21-25, 24-26, 25-22, 23-25       |
| 17-11                            | Cuneo Granda - Pro Victoria Monza | 1-3 | 24-26, 25-22, 19-25, 15-25       |

| Sjunde omgången                        |                                      |     |                                   |
|                                        |                                      |     |                                   |
| Lag som inte spelar: Millenium Brescia |                                      |     |                                   |
| 25-11                                  | Pro Victoria Monza - Savino Del Bene | 2-3 | 25-21, 26-28, 25-21, 21-25, 11-15 |
| 24-11                                  | San Casciano - AGIL                  | 0-3 | 20-25, 23-25, 19-25               |
| 25-11                                  | Casalmaggiore - Chieri '76           | 3-0 | 25-21, 25-22, 25-18               |
| 25-11                                  | Bergamo - Cuneo Granda               | 3-1 | 25-17, 22-25, 25-22, 25-21        |
| 25-11                                  | Filottrano - Imoco                   | 0-3 | 19-25, 17-25, 12-25               |
| 25-11                                  | Club Italia - UYBA                   | 1-3 | 17-25, 26-24, 19-25, 20-25        |

| Åttonde omgången                |                                   |     |                                  |
|                                 |                                   |     |                                  |
| Lag som inte spelar: Chieri '76 |                                   |     |                                  |
| 02-12                           | AGIL - Pro Victoria Monza         | 3-0 | 25-23, 25-15, 25-19              |
| 02-12                           | Imoco - Club Italia               | 3-1 | 23-25, 25-21, 25-15, 25-21       |
| 02-12                           | UYBA - Savino Del Bene            | 0-3 | 21-25, 24-26, 15-25              |
| 02-12                           | Casalmaggiore - Millenium Brescia | 3-2 | 18-25, 25-17, 25-21, 18-25, 15-8 |
| 02-12                           | Bergamo - Filottrano              | 3-1 | 25-18, 25-18, 23-25, 25-16       |
| 02-12                           | Cuneo Granda - San Casciano       | 3-1 | 25-19, 23-25, 25-21, 25-23       |

| Nionde omgången           |                                    |     |                                   |
|                           |                                    |     |                                   |
| Lag som inte spelar: AGIL |                                    |     |                                   |
| 09-12                     | Savino Del Bene - Imoco            | 3-1 | 14-25, 25-22, 26-24, 25-18        |
| 10-12                     | Pro Victoria Monza - Casalmaggiore | 3-0 | 25-19, 25-21, 25-20               |
| 09-12                     | Millenium Brescia - UYBA           | 1-3 | 21-25, 25-18, 24-26, 36-38        |
| 09-12                     | Chieri ‘76 - Bergamo               | 2-3 | 25-15, 14-25, 25-19, 23-25, 10-15 |
| 08-12                     | Filottrano - Cuneo Granda          | 3-1 | 25-20, 15-25, 25-22, 25-16        |
| 09-12                     | Club Italia - San Casciano         | 0-3 | 21-25, 19-25, 24-26               |

| Tionde omgången                    |                                        |     |                                  |
|                                    |                                        |     |                                  |
| Lag som inte spelar: Casalmaggiore |                                        |     |                                  |
| 15-12                              | AGIL - Chieri '76                      | 3-0 | 25-20, 25-17, 25-10              |
| 15-12                              | UYBA - Filottrano                      | 3-1 | 22-25, 25-17, 25-19, 25-23       |
| 16-12                              | Pro Victoria Monza - Millenium Brescia | 3-1 | 25-23, 25-10, 22-25, 25-17       |
| 15-12                              | San Casciano - Imoco                   | 1-3 | 21-25, 25-20, 21-25, 21-25       |
| 16-12                              | Cuneo Granda - Savino Del Bene         | 3-2 | 16-25, 25-22, 28-26, 16-25, 15-7 |
| 15-12                              | Bergamo - Club Italia                  | 3-0 | 25-17, 25-17, 28-26              |

| Elfte omgången               |                                 |     |                                   |
|                              |                                 |     |                                   |
| Lag som inte spelar: Bergamo |                                 |     |                                   |
| 23-12                        | Savino Del Bene - San Casciano  | 3-2 | 17-25, 17-25, 25-21, 25-12, 15-6  |
| 23-12                        | Imoco - Cuneo Granda            | 3-0 | 25-18, 25-23, 25-12               |
| 23-12                        | UYBA - AGIL                     | 2-3 | 26-24, 30-28, 19-25, 24-26, 10-15 |
| 22-12                        | Millenium Brescia - Chieri '76  | 3-2 | 25-23, 22-25, 22-25, 25-20, 17-15 |
| 23-12                        | Filottrano - Pro Victoria Monza | 0-3 | 27-29, 21-25, 21-25               |
| 23-12                        | Club Italia - Casalmaggiore     | 1-3 | 25-27, 17-25, 26-24, 23-25        |

| Tolfte omgången                         |                           |     |                                   |
|                                         |                           |     |                                   |
| Lag som inte spelar: Pro Victoria Monza |                           |     |                                   |
| 26-12                                   | Savino Del Bene - Bergamo | 3-2 | 25-21, 23-25, 25-21, 23-25, 15-8  |
| 26-12                                   | Imoco - Millenium Brescia | 2-3 | 25-20, 24-26, 25-18, 22-25, 17-19 |
| 26-12                                   | Cuneo Granda - AGIL       | 3-2 | 25-19, 25-21, 19-25, 23-25, 16-14 |
| 26-12                                   | San Casciano - Filottrano | 3-1 | 25-22, 25-15, 24-26, 25-21        |
| 26-12                                   | Casalmaggiore - UYBA      | 3-1 | 25-19, 25-16, 13-25, 26-24        |
| 26-12                                   | Chieri ‘76 - Club Italia  | 3-2 | 19-25, 25-19, 23-25, 25-22, 19-17 |

| Trettonde omgången                |                                     |     |                                  |
|                                   |                                     |     |                                  |
| Lag som inte spelar: San Casciano |                                     |     |                                  |
| 29-12                             | AGIL - Casalmaggiore                | 3-0 | 25-13, 25-18, 25-23              |
| 29-12                             | UYBA - Imoco                        | 0-3 | 16-25, 23-25, 20-25              |
| 29-12                             | Bergamo - Pro Victoria Monza        | 1-3 | 25-20, 20-25, 22-25, 18-25       |
| 29-12                             | Millenium Brescia - Savino Del Bene | 0-3 | 17-25, 21-25, 14-25              |
| 29-12                             | Filottrano - Chieri '76             | 3-2 | 23-25, 25-22, 25-18, 22-25, 15-9 |
| 29-12                             | Club Italia - Cuneo Granda          | 0-3 | 18-25, 21-25, 17-25              |

| Fjortonde omgången                |                                  |     |                                   |
|                                   |                                  |     |                                   |
| Lag som inte spelar: Cuneo Granda |                                  |     |                                   |
| 06-01                             | Millenium Brescia - AGIL         | 3-2 | 25-20, 25-19, 20-25, 18-25, 15-13 |
| 06-01                             | Casalmaggiore - Imoco            | 0-3 | 23-25, 21-25, 20-25               |
| 06-01                             | Club Italia - Pro Victoria Monza | 0-3 | 23-25, 22-25, 19-25               |
| 06-01                             | Chieri ‘76 - San Casciano        | 1-3 | 25-23, 29-31, 25-27, 20-25        |
| 06-01                             | UYBA - Bergamo                   | 1-3 | 27-29, 23-25, 25-18, 23-25        |
| 05-01                             | Savino Del Bene - Filottrano     | 3-0 | 25-21, 25-15, 25-14               |

| Femtonde omgången          |                                  |     |                                   |
|                            |                                  |     |                                   |
| Lag som inte spelar: Imoco |                                  |     |                                   |
| 09-01                      | AGIL - Savino Del Bene           | 2-3 | 25-21, 20-25, 22-25, 25-21, 12-15 |
| 10-01                      | Pro Victoria Monza - UYBA        | 2-3 | 25-23, 18-25, 19-25, 25-21, 10-15 |
| 09-01                      | Bergamo - Casalmaggiore          | 3-2 | 25-20, 25-22, 21-25, 17-25, 15-9  |
| 09-01                      | San Casciano - Millenium Brescia | 3-0 | 25-23, 25-21, 27-25               |
| 09-01                      | Cuneo Granda - Chieri '76        | 3-1 | 25-22, 22-25, 25-15, 25-20        |
| 09-01                      | Filottrano - Club Italia         | 3-0 | 25-23, 25-20, 25-21               |

| Sextonde omgången               |                                 |     |                                   |
|                                 |                                 |     |                                   |
| Lag som inte spelar: Filottrano |                                 |     |                                   |
| 13-01                           | Bergamo - AGIL                  | 1-3 | 21-25, 25-23, 22-25, 18-25        |
| 13-01                           | Imoco - Pro Victoria Monza      | 3-1 | 25-20, 25-21, 19-25, 25-22        |
| 12-01                           | Casalmaggiore - San Casciano    | 3-2 | 25-21, 25-19, 21-25, 16-25, 15-13 |
| 13-01                           | Savino Del Bene - Chieri '76    | 3-1 | 25-20, 25-22, 24-26, 25-14        |
| 13-01                           | UYBA - Cuneo Granda             | 3-0 | 25-18, 25-12, 25-18               |
| 13-01                           | Millenium Brescia - Club Italia | 3-0 | 25-16, 25-15, 25-13               |

| Sjuttonde omgången        |                                 |     |                                   |
|                           |                                 |     |                                   |
| Lag som inte spelar: UYBA |                                 |     |                                   |
| 27-01                     | Club Italia - Savino Del Bene   | 0-3 | 15-25, 15-25, 20-25               |
| 26-01                     | AGIL - Imoco                    | 0-3 | 20-25, 18-25, 23-25               |
| 26-01                     | Millenium Brescia - Filottrano  | 3-0 | 27-25, 25-20, 25-22               |
| 27-01                     | Chieri ‘76 - Pro Victoria Monza | 1-3 | 19-25, 27-25, 20-25, 22-25        |
| 27-01                     | Cuneo Granda - Casalmaggiore    | 3-1 | 18-25, 25-23, 26-24, 25-13        |
| 27-01                     | San Casciano - Bergamo          | 3-2 | 25-21, 25-18, 22-25, 24-26, 15-12 |

| Artonde omgången                     |                                   |     |                                   |
|                                      |                                   |     |                                   |
| Lag som inte spelar: Savino Del Bene |                                   |     |                                   |
| 30-01                                | Club Italia - AGIL                | 1-3 | 13-25, 26-24, 15-25, 21-25        |
| 31-01                                | Pro Victoria Monza - San Casciano | 3-2 | 19-25, 19-25, 28-26, 25-13, 16-14 |
| 30-01                                | Filottrano - Casalmaggiore        | 0-3 | 18-25, 17-25, 20-25               |
| 29-01                                | Bergamo - Imoco                   | 0-3 | 23-25, 17-25, 25-27               |
| 30-01                                | Cuneo Granda - Millenium Brescia  | 3-2 | 20-25, 25-22, 22-25, 25-17, 17-15 |
| 30-01                                | UYBA - Chieri '76                 | 3-0 | 25-21, 25-15, 25-21               |

| Nittonde omgången                |                                   |     |                                  |
|                                  |                                   |     |                                  |
| Lag som inte spelar: Club Italia |                                   |     |                                  |
| 10-02                            | Filottrano - AGIL                 | 0-3 | 22-25, 16-25, 15-25              |
| 10-02                            | Casalmaggiore - Savino Del Bene   | 3-1 | 26-24, 25-20, 17-25, 27-25       |
| 10-02                            | Imoco - Chieri '76                | 3-0 | 25-23, 25-23, 25-15              |
| 10-02                            | San Casciano - UYBA               | 3-1 | 26-24, 25-19, 18-25, 25-12       |
| 09-02                            | Bergamo - Millenium Brescia       | 3-1 | 25-13, 22-25, 25-15, 25-21       |
| 10-02                            | Pro Victoria Monza - Cuneo Granda | 3-2 | 32-34, 25-11, 22-25, 25-20, 15-9 |

| Tjugonde omgången                      |                                      |     |                            |
|                                        |                                      |     |                            |
| Lag som inte spelar: Millenium Brescia |                                      |     |                            |
| 17-02                                  | Savino Del Bene - Pro Victoria Monza | 3-1 | 27-29, 25-21, 25-23, 25-13 |
| 16-02                                  | AGIL - San Casciano                  | 3-0 | 25-19, 26-24, 25-19        |
| 17-02                                  | Chieri ‘76 - Casalmaggiore           | 1-3 | 22-25, 21-25, 26-24, 15-25 |
| 17-02                                  | Cuneo Granda - Bergamo               | 3-1 | 15-25, 25-20, 25-15, 25-22 |
| 16-02                                  | Imoco - Filottrano                   | 3-0 | 25-22, 25-23, 25-23        |
| 17-02                                  | UYBA - Club Italia                   | 3-0 | 25-20, 25-14, 25-14        |

| Tjugoförsta omgången            |                                   |     |                                   |
|                                 |                                   |     |                                   |
| Lag som inte spelar: Chieri '76 |                                   |     |                                   |
| 23-02                           | Pro Victoria Monza - AGIL         | 3-1 | 23-25, 25-16, 25-20, 25-20        |
| 24-02                           | Club Italia - Imoco               | 1-3 | 33-31, 15-25, 17-25, 27-29        |
| 23-02                           | Savino Del Bene - UYBA            | 3-2 | 22-25, 25-23, 25-21, 23-25, 15-12 |
| 24-02                           | Millenium Brescia - Casalmaggiore | 0-3 | 22-25, 24-26, 22-25               |
| 24-02                           | Filottrano - Bergamo              | 3-1 | 30-28, 27-29, 25-16, 25-22        |
| 24-02                           | San Casciano - Cuneo Granda       | 3-0 | 25-21, 25-23, 25-22               |

| Tjugoandra omgången       |                                    |     |                                 |
|                           |                                    |     |                                 |
| Lag som inte spelar: AGIL |                                    |     |                                 |
| 03-03                     | Imoco - Savino Del Bene            | 3-0 | 25-20, 25-16, 25-19             |
| 03-03                     | Casalmaggiore - Pro Victoria Monza | 1-3 | 21-25, 25-20, 17-25, 20-25      |
| 02-03                     | UYBA - Millenium Brescia           | 3-0 | 25-18, 25-20, 25-18             |
| 03-03                     | Bergamo - Chieri '76               | 2-3 | 25-23, 20-25, 22-25, 25-9, 9-15 |
| 03-03                     | Cuneo Granda - Filottrano          | 3-0 | 25-18, 25-15, 25-23             |
| 05-03                     | San Casciano - Club Italia         | 3-0 | 25-14, 25-21, 25-17             |

| Tjugotredje omgången               |                                        |     |                                   |
|                                    |                                        |     |                                   |
| Lag som inte spelar: Casalmaggiore |                                        |     |                                   |
| 09-03                              | Chieri ‘76 - AGIL                      | 3-2 | 22-25, 22-25, 25-21, 25-19, 15-13 |
| 10-03                              | Filottrano - UYBA                      | 1-3 | 19-25, 22-25, 27-25, 23-25        |
| 10-03                              | Millenium Brescia - Pro Victoria Monza | 2-3 | 25-15, 25-20, 12-25, 25-27, 12-15 |
| 09-03                              | Imoco - San Casciano                   | 3-2 | 25-16, 24-26, 25-20, 19-25, 15-8  |
| 09-03                              | Savino Del Bene - Cuneo Granda         | 0-3 | 25-27, 23-25, 21-25               |
| 10-03                              | Club Italia - Bergamo                  | 0-3 | 23-25, 17-25, 4-25                |

| Tjugofjärde omgången         |                                 |     |                                  |
|                              |                                 |     |                                  |
| Lag som inte spelar: Bergamo |                                 |     |                                  |
| 16-03                        | San Casciano - Savino Del Bene  | 0-3 | 16-25, 22-25, 15-25              |
| 16-03                        | Cuneo Granda - Imoco            | 0-3 | 16-25, 27-29, 13-25              |
| 16-03                        | AGIL - UYBA                     | 3-0 | 30-28, 25-18, 25-21              |
| 17-03                        | Chieri ‘76 - Millenium Brescia  | 0-3 | 23-25, 15-25, 23-25              |
| 17-03                        | Pro Victoria Monza - Filottrano | 3-1 | 19-25, 25-18, 25-21, 25-18       |
| 17-03                        | Casalmaggiore - Club Italia     | 3-2 | 25-18, 19-25, 25-18, 20-25, 15-9 |

| Tjugofemte omgången                     |                           |     |                                   |
|                                         |                           |     |                                   |
| Lag som inte spelar: Pro Victoria Monza |                           |     |                                   |
| 23-03                                   | Bergamo - Savino Del Bene | 3-0 | 25-22, 28-26, 25-16               |
| 24-03                                   | Millenium Brescia - Imoco | 3-2 | 25-15, 17-25, 15-25, 28-26, 16-14 |
| 24-03                                   | AGIL - Cuneo Granda       | 3-2 | 25-15, 25-18, 18-25, 23-25, 15-12 |
| 24-03                                   | Filottrano - San Casciano | 1-3 | 26-24, 21-25, 19-25, 21-25        |
| 23-03                                   | UYBA - Casalmaggiore      | 3-1 | 25-21, 30-32, 25-23, 25-16        |
| 24-03                                   | Club Italia - Chieri '76  | 3-1 | 25-17, 25-22, 19-25, 25-23        |

| Tjugosjätte omgången              |                                     |     |                                   |
|                                   |                                     |     |                                   |
| Lag som inte spelar: San Casciano |                                     |     |                                   |
| 30-03                             | Casalmaggiore - AGIL                | 3-1 | 25-18, 19-25, 25-19, 25-21        |
| 30-03                             | Imoco - UYBA                        | 3-0 | 25-20, 27-25, 25-19               |
| 30-03                             | Pro Victoria Monza - Bergamo        | 3-1 | 16-25, 27-25, 25-20, 25-20        |
| 30-03                             | Savino Del Bene - Millenium Brescia | 3-0 | 25-19, 25-7, 25-11                |
| 30-03                             | Chieri ‘76 - Filottrano             | 3-0 | 25-18, 25-15, 25-17               |
| 30-03                             | Cuneo Granda - Club Italia          | 3-2 | 20-25, 23-25, 25-13, 25-22, 16-14 |

#### Sluttabell
| Pos. | Lag                                          | Pt | M  | V  | F  | SV | SF | Kvot  | PV    | PF    | Kvot  |
| ---- | -------------------------------------------- | -- | -- | -- | -- | -- | -- | ----- | ----- | ----- | ----- |
| 1.   | Imoco Volley                                 | 61 | 24 | 20 | 4  | 66 | 18 | 3,666 | 2 034 | 1 720 | 1,182 |
| 2.   | AGIL Volley                                  | 52 | 24 | 17 | 7  | 61 | 31 | 1,967 | 2 107 | 1 859 | 1,133 |
| 3.   | Pallavolo Scandicci Savino Del Bene          | 50 | 24 | 18 | 6  | 57 | 32 | 1,781 | 2 045 | 1 824 | 1,121 |
| 4.   | Unione Sportiva Pro Victoria Pallavolo Monza | 48 | 24 | 16 | 8  | 57 | 38 | 1,500 | 2 168 | 2 053 | 1,056 |
| 5.   | UYBA Volley                                  | 45 | 24 | 15 | 9  | 52 | 37 | 1,405 | 2 066 | 1 920 | 1,076 |
| 6.   | Volleyball Casalmaggiore                     | 43 | 24 | 15 | 9  | 50 | 40 | 1,250 | 1 995 | 1 968 | 1,013 |
| 7.   | Azzurra Volley San Casciano                  | 39 | 24 | 12 | 12 | 50 | 45 | 1,111 | 2 108 | 2 080 | 1,013 |
| 8.   | Cuneo Granda Volley                          | 36 | 24 | 13 | 11 | 47 | 48 | 0,979 | 2 026 | 2 116 | 0,957 |
| 9.   | Volley Bergamo                               | 31 | 24 | 10 | 14 | 42 | 51 | 0,823 | 2 019 | 2 072 | 0,974 |
| 10.  | Volley Millenium Brescia                     | 30 | 24 | 10 | 14 | 42 | 53 | 0,792 | 2 024 | 2 106 | 0,961 |
| 11.  | Polisportiva Filottrano Pallavolo            | 14 | 24 | 5  | 19 | 24 | 62 | 0,387 | 1 831 | 2 048 | 0,894 |
| 12.  | Chieri '76 Volleyball                        | 12 | 24 | 4  | 20 | 25 | 66 | 0,378 | 1 900 | 2 128 | 0,892 |
| 13.  | Club Italia                                  | 7  | 24 | 1  | 23 | 18 | 70 | 0,257 | 1 698 | 2 127 | 0,798 |

      Kvalificerade för slutspel.
      Nerflyttade till Serie A2.

### Slutspel

#### Spelschema
|  | Kvartsfinaler | Kvartsfinaler                                | Kvartsfinaler | Kvartsfinaler                                | Kvartsfinaler |   |              | Semifinaler  | Semifinaler | Semifinaler | Semifinaler | Semifinaler | Semifinaler | Semifinaler |  |  | Final | Final | Final | Final | Final | Final | Final |  |
|  |               |                                              |               |                                              |               |   |              |              |             |             |             |             |             |             |  |  |       |       |       |       |       |       |       |  |
|  | 1             | Imoco Volley                                 | 3             | 3                                            |               |   |              |              |             |             |             |             |             |             |  |  |       |       |       |       |       |       |       |  |
|  | 1             | Imoco Volley                                 | 3             | 3                                            |               |   |              |              |             |             |             |             |             |             |  |  |       |       |       |       |       |       |       |  |
|  | 8             | Cuneo Granda Volley                          | 0             | 0                                            |               |   |              |              |             |             |             |             |             |             |  |  |       |       |       |       |       |       |       |  |
|  | 8             | Cuneo Granda Volley                          | 0             | 0                                            |               | 1 | Imoco Volley | 3            | 3           | 3           |             |             |             |             |  |  |       |       |       |       |       |       |       |  |
|  |               |                                              |               |                                              |               | 1 | Imoco Volley | 3            | 3           | 3           |             |             |             |             |  |  |       |       |       |       |       |       |       |  |
|  |               |                                              | 4             | Unione Sportiva Pro Victoria Pallavolo Monza | 0             | 0 | 1            |              |             |             |             |             |             |             |  |  |       |       |       |       |       |       |       |  |
|  | 4             | Unione Sportiva Pro Victoria Pallavolo Monza | 4             | Unione Sportiva Pro Victoria Pallavolo Monza | 0             | 0 | 1            | 2            | 3           | 3           |             |             |             |             |  |  |       |       |       |       |       |       |       |  |
|  | 4             | Unione Sportiva Pro Victoria Pallavolo Monza |               |                                              |               |   |              |              |             |             |             |             |             |             |  |  |       |       |       |       |       |       |       |  |
|  | 5             | UYBA Volley                                  | 3             | 1                                            | 0             |   |              |              |             |             |             |             |             |             |  |  |       |       |       |       |       |       |       |  |
|  | 5             | UYBA Volley                                  | 3             | 1                                            | 0             |   | 1            | Imoco Volley | 3           | 3           | 3           |             |             |             |  |  |       |       |       |       |       |       |       |  |
|  |               |                                              |               |                                              |               |   |              |              |             |             |             |             |             |             |  |  |       |       |       |       |       |       |       |  |
|  |               |                                              | 2             | AGIL Volley                                  | 0             | 0 | 2            |              |             |             |             |             |             |             |  |  |       |       |       |       |       |       |       |  |
|  | 2             | AGIL Volley                                  | 2             | AGIL Volley                                  | 0             | 0 | 2            | 0            | 3           | 3           |             |             |             |             |  |  |       |       |       |       |       |       |       |  |
|  | 2             | AGIL Volley                                  |               |                                              |               |   |              |              |             |             |             |             |             |             |  |  |       |       |       |       |       |       |       |  |
|  | 7             | Azzurra Volley San Casciano                  | 3             | 1                                            | 2             |   |              |              |             |             |             |             |             |             |  |  |       |       |       |       |       |       |       |  |
|  | 7             | Azzurra Volley San Casciano                  | 3             | 1                                            | 2             |   | 2            | AGIL Volley  | 2           | 3           | 3           | 3           |             |             |  |  |       |       |       |       |       |       |       |  |
|  |               |                                              |               |                                              |               |   | 2            | AGIL Volley  | 2           | 3           | 3           | 3           |             |             |  |  |       |       |       |       |       |       |       |  |
|  |               |                                              | 3             | Pallavolo Scandicci Savino Del Bene          | 3             | 1 | 2            | 2            |             |             |             |             |             |             |  |  |       |       |       |       |       |       |       |  |
|  | 3             | Pallavolo Scandicci Savino Del Bene          | 3             | Pallavolo Scandicci Savino Del Bene          | 3             | 1 | 2            | 2            | 3           | 3           |             |             |             |             |  |  |       |       |       |       |       |       |       |  |
|  | 3             | Pallavolo Scandicci Savino Del Bene          |               |                                              |               |   |              |              |             |             |             |             |             |             |  |  |       |       |       |       |       |       |       |  |
|  | 6             | Volleyball Casalmaggiore                     | 1             | 0                                            |               |   |              |              |             |             |             |             |             |             |  |  |       |       |       |       |       |       |       |  |

#### Resultat

##### Kvartsfinaler
| Match 1 |                                 |     |                                   |
|         |                                 |     |                                   |
| 06-04   | Cuneo Granda - Imoco            | 0-3 | 22-25, 19-25, 16-25               |
| 07-04   | UYBA - Pro Victoria Monza       | 3-2 | 22-25, 25-17, 25-20, 19-25, 15-12 |
| 07-04   | San Casciano - AGIL             | 3-0 | 25-20, 25-22, 25-17               |
| 06-04   | Casalmaggiore - Savino Del Bene | 1-3 | 18-25, 21-25, 25-17, 20-25        |

| Match 2 |                                 |     |                            |
|         |                                 |     |                            |
| 13-04   | Imoco - Cuneo Granda            | 3-0 | 25-20, 26-24, 25-21        |
| 13-04   | Pro Victoria Monza - UYBA       | 3-1 | 28-26, 23-25, 25-23, 25-20 |
| 13-04   | AGIL - San Casciano             | 3-1 | 27-25, 25-14, 21-25, 25-23 |
| 13-04   | Savino Del Bene - Casalmaggiore | 3-0 | 25-17, 25-22, 25-18        |

| Match 3 |                           |     |                                   |
|         |                           |     |                                   |
| 15-04   | Pro Victoria Monza - UYBA | 3-0 | 25-22, 25-18, 25-23               |
| 15-04   | AGIL - San Casciano       | 3-2 | 25-22, 25-22, 21-25, 12-25, 17-15 |

##### Semifinaler
| Match 1 |                            |     |                                   |
|         |                            |     |                                   |
| 19-04   | Pro Victoria Monza - Imoco | 0-3 | 16-25, 14-25, 16-25               |
| 18-04   | Savino Del Bene - AGIL     | 3-2 | 25-16, 15-25, 25-17, 23-25, 15-12 |

| Match 2 |                            |     |                            |
|         |                            |     |                            |
| 21-04   | Imoco - Pro Victoria Monza | 3-0 | 25-19, 25-12, 25-22        |
| 20-04   | AGIL - Savino Del Bene     | 3-1 | 27-25, 25-18, 23-25, 25-19 |

| Match 3 |                            |     |                                   |
|         |                            |     |                                   |
| 23-04   | Imoco - Pro Victoria Monza | 3-1 | 22-25, 25-20, 25-19, 25-14        |
| 22-04   | AGIL - Savino Del Bene     | 3-2 | 14-25, 25-22, 23-25, 25-18, 15-11 |

| Match 4 |                        |     |                                   |
|         |                        |     |                                   |
| 25-04   | Savino Del Bene - AGIL | 2-3 | 16-25, 25-21, 25-13, 21-25, 19-21 |

##### Final
| Match 1 |              |     |                     |
|         |              |     |                     |
| 01-05   | AGIL - Imoco | 0-3 | 15-25, 20-25, 15-25 |

| Match 2 |              |     |                     |
|         |              |     |                     |
| 04-05   | Imoco - AGIL | 3-0 | 25-16, 25-23, 25-23 |

| Match 3 |              |     |                                   |
|         |              |     |                                   |
| 06-05   | Imoco - AGIL | 3-2 | 25-16, 23-25, 25-11, 20-25, 15-13 |

## Resultat för deltagande i andra turneringar
| Lag                                          | Turnering                |
| -------------------------------------------- | ------------------------ |
| AGIL Volley                                  | Champions League 2019–20 |
| Imoco Volley                                 | Champions League 2019–20 |
| Pallavolo Scandicci Savino Del Bene          | Champions League 2019–20 |
| Unione Sportiva Pro Victoria Pallavolo Monza | CEV Cup 2019–20          |
| UYBA Volley                                  | Challenge Cup 2019–20    |
| Chieri '76 Volleyball                        | Serie A2 2019–20         |

## Statistik
| Vunna poäng | Vunna poäng         | Vunna poäng | Vunna poäng                                  |
| Pos.        | Namn                | Poäng       | Lag                                          |
| ----------- | ------------------- | ----------- | -------------------------------------------- |
| 1           | Paola Egonu         | 522         | AGIL Volley                                  |
| 2           | Isabelle Haak       | 463         | Pallavolo Scandicci Savino Del Bene          |
| 3           | Lise van Hecke      | 429         | Cuneo Granda Volley                          |
| 4           | Louisa Lippmann     | 406         | Azzurra Volley San Casciano                  |
| 5           | Gyselle Silva       | 395         | Chieri '76 Volleyball                        |
| 6           | Serena Ortolani     | 394         | Unione Sportiva Pro Victoria Pallavolo Monza |
| 7           | Anthī Vasilantōnakī | 347         | Polisportiva Filottrano Pallavolo            |
| 8           | Anna Nicoletti      | 346         | Volley Millenium Brescia                     |
| 9           | Malwina Smarzek     | 342         | Volley Bergamo                               |
| 10          | Kenia Carcaces      | 321         | Volleyball Casalmaggiore                     |

| Vunna attacker | Vunna attacker      | Vunna attacker | Vunna attacker                               |
| Pos.           | Namn                | Poäng          | Lag                                          |
| -------------- | ------------------- | -------------- | -------------------------------------------- |
| 1              | Paola Egonu         | 444            | AGIL Volley                                  |
| 2              | Isabelle Haak       | 396            | Pallavolo Scandicci Savino Del Bene          |
| 3              | Lise van Hecke      | 381            | Cuneo Granda Volley                          |
| 4              | Louisa Lippmann     | 364            | Azzurra Volley San Casciano                  |
| 5              | Serena Ortolani     | 356            | Unione Sportiva Pro Victoria Pallavolo Monza |
| 6              | Gyselle Silva       | 338            | Chieri '76 Volleyball                        |
| 7              | Malwina Smarzek     | 305            | Volley Bergamo                               |
| 8              | Anthī Vasilantōnakī | 302            | Polisportiva Filottrano Pallavolo            |
| 9              | Anna Nicoletti      | 294            | Volley Millenium Brescia                     |
| 10             | Britt Herbots       | 279            | UYBA Volley                                  |

| Vunna block | Vunna block          | Vunna block | Vunna block                                  |
| Pos.        | Namn                 | Poäng       | Lag                                          |
| ----------- | -------------------- | ----------- | -------------------------------------------- |
| 1           | Agnieszka Kąkolewska | 69          | Volleyball Casalmaggiore                     |
| 2           | Rossella Olivotto    | 65          | Volley Bergamo                               |
| 3           | Adenízia da Silva    | 58          | Pallavolo Scandicci Savino Del Bene          |
| 3           | Jovana Stevanović    | 58          | Pallavolo Scandicci Savino Del Bene          |
| 3           | Tiziana Veglia       | 58          | Volley Millenium Brescia                     |
| 6           | Sara Alberti         | 55          | Azzurra Volley San Casciano                  |
| 7           | Anna Danesi          | 54          | Imoco Volley                                 |
| 7           | Sara Bonifacio       | 54          | UYBA Volley                                  |
| 9           | Stefana Veljković    | 48          | AGIL Volley                                  |
| 10          | Laura Melandri       | 47          | Unione Sportiva Pro Victoria Pallavolo Monza |

| Serveess | Serveess          | Serveess | Serveess                                     |
| Pos.     | Namn              | Poäng    | Lag                                          |
| -------- | ----------------- | -------- | -------------------------------------------- |
| 1        | Micha Hancock     | 41       | Unione Sportiva Pro Victoria Pallavolo Monza |
| 2        | Paola Egonu       | 38       | AGIL Volley                                  |
| 3        | Isabelle Haak     | 31       | Pallavolo Scandicci Savino Del Bene          |
| 4        | Gyselle Silva     | 30       | Chieri '76 Volleyball                        |
| 4        | Hanna Orthmann    | 30       | Unione Sportiva Pro Victoria Pallavolo Monza |
| 6        | Jessica Rivero    | 29       | Volley Millenium Brescia                     |
| 7        | Valentina Tirozzi | 28       | Imoco Volley                                 |
| 7        | Sarah Fahr        | 28       | Club Italia                                  |
| 9        | Lise van Hecke    | 27       | Cuneo Granda Volley                          |
| 10       | Polina Rəhimova   | 26       | Volleyball Casalmaggiore                     |